# 北角碼頭

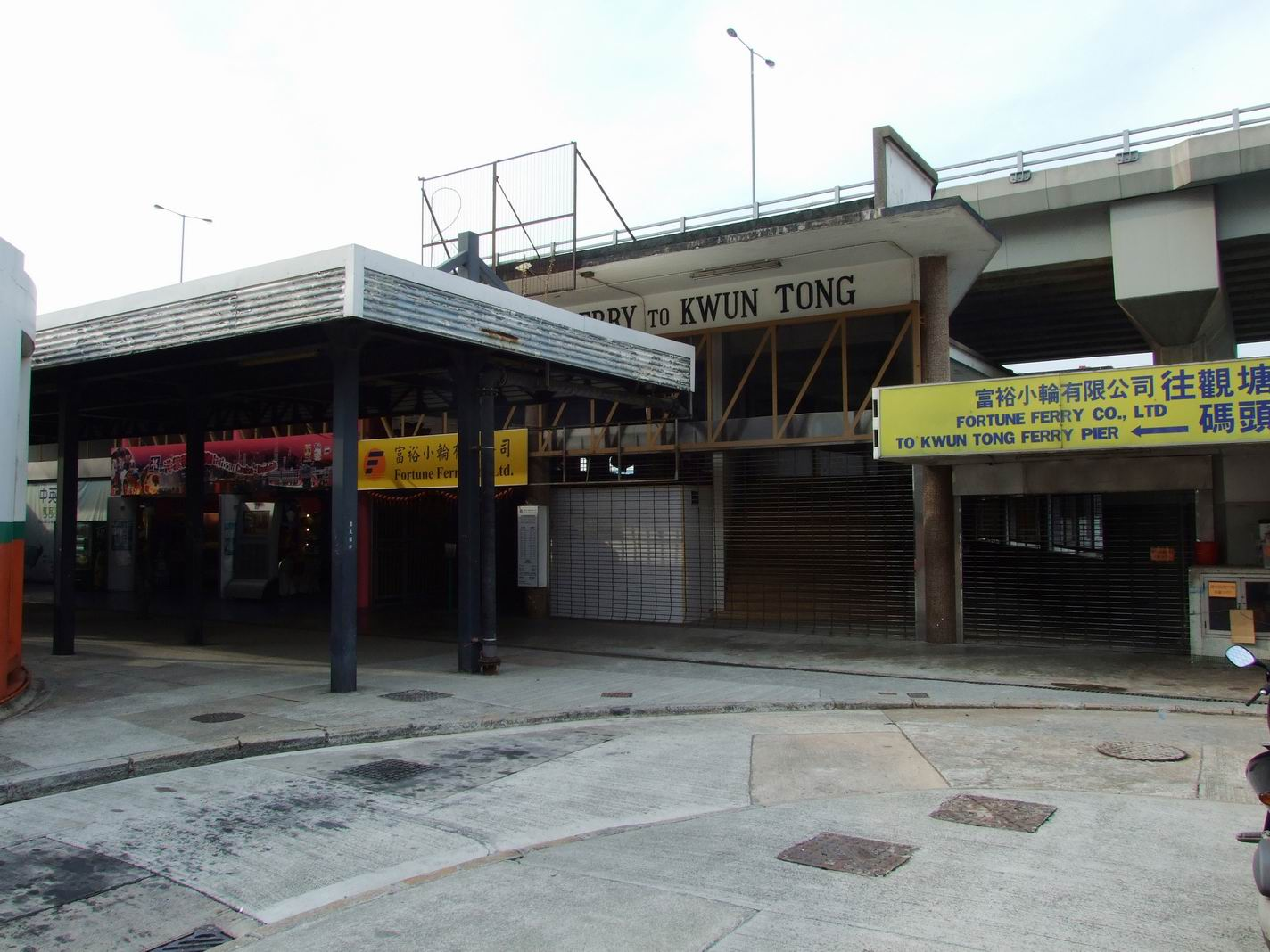
北角（東）渡輪碼頭（洋紫荊維港遊／富裕小輪）

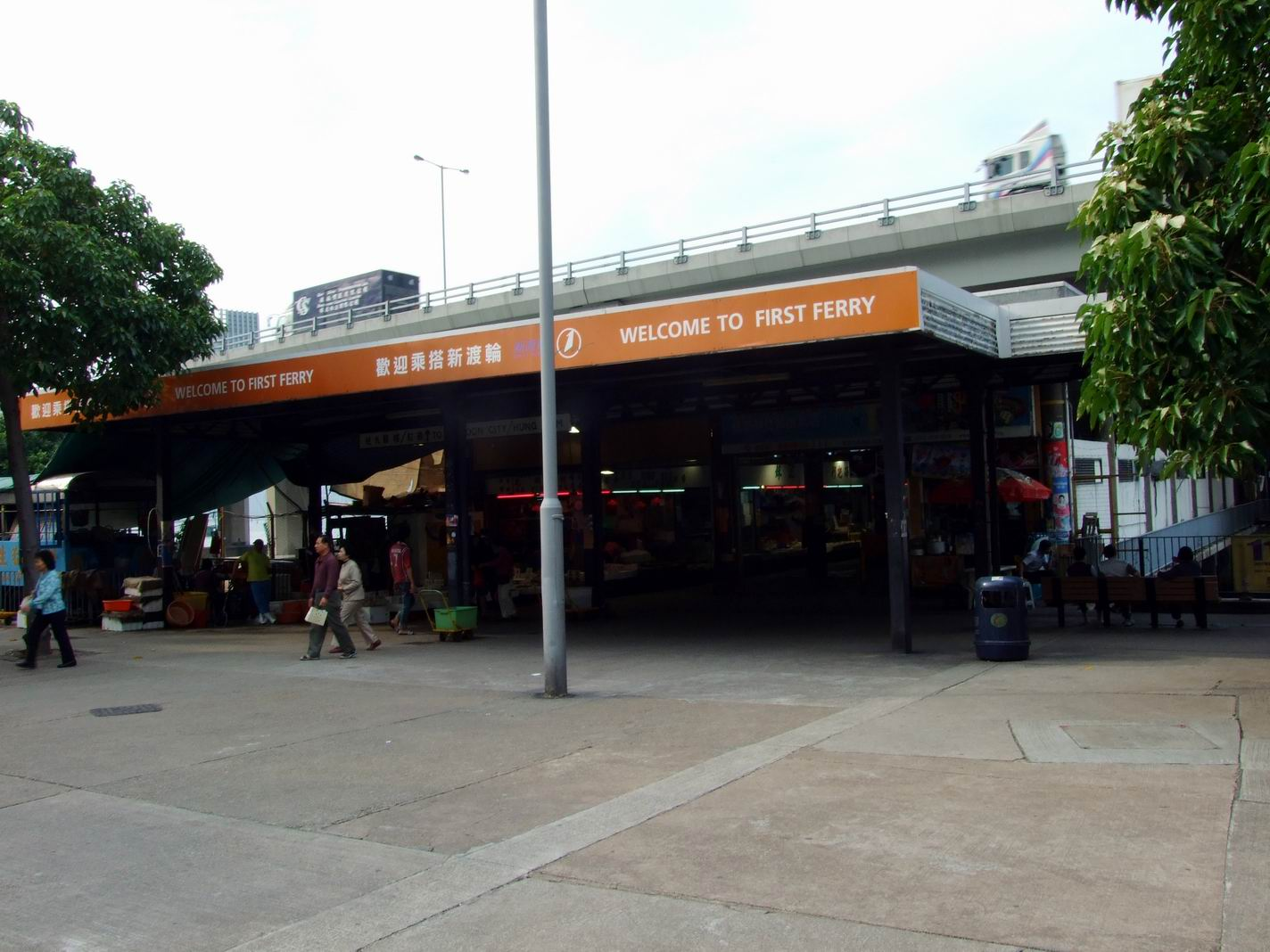
北角（西）渡輪碼頭（新渡輪）

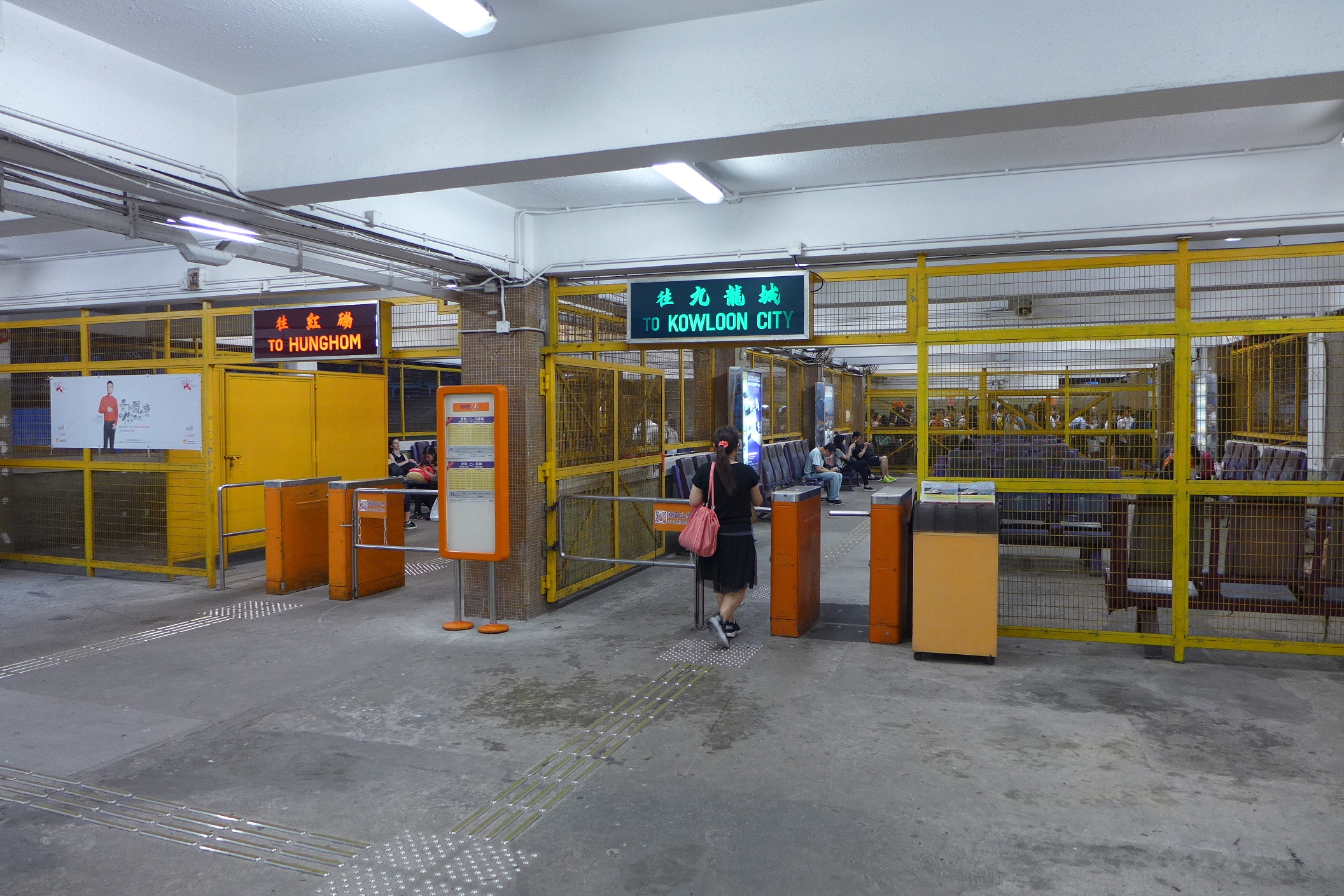
北角（西）渡輪碼頭閘口

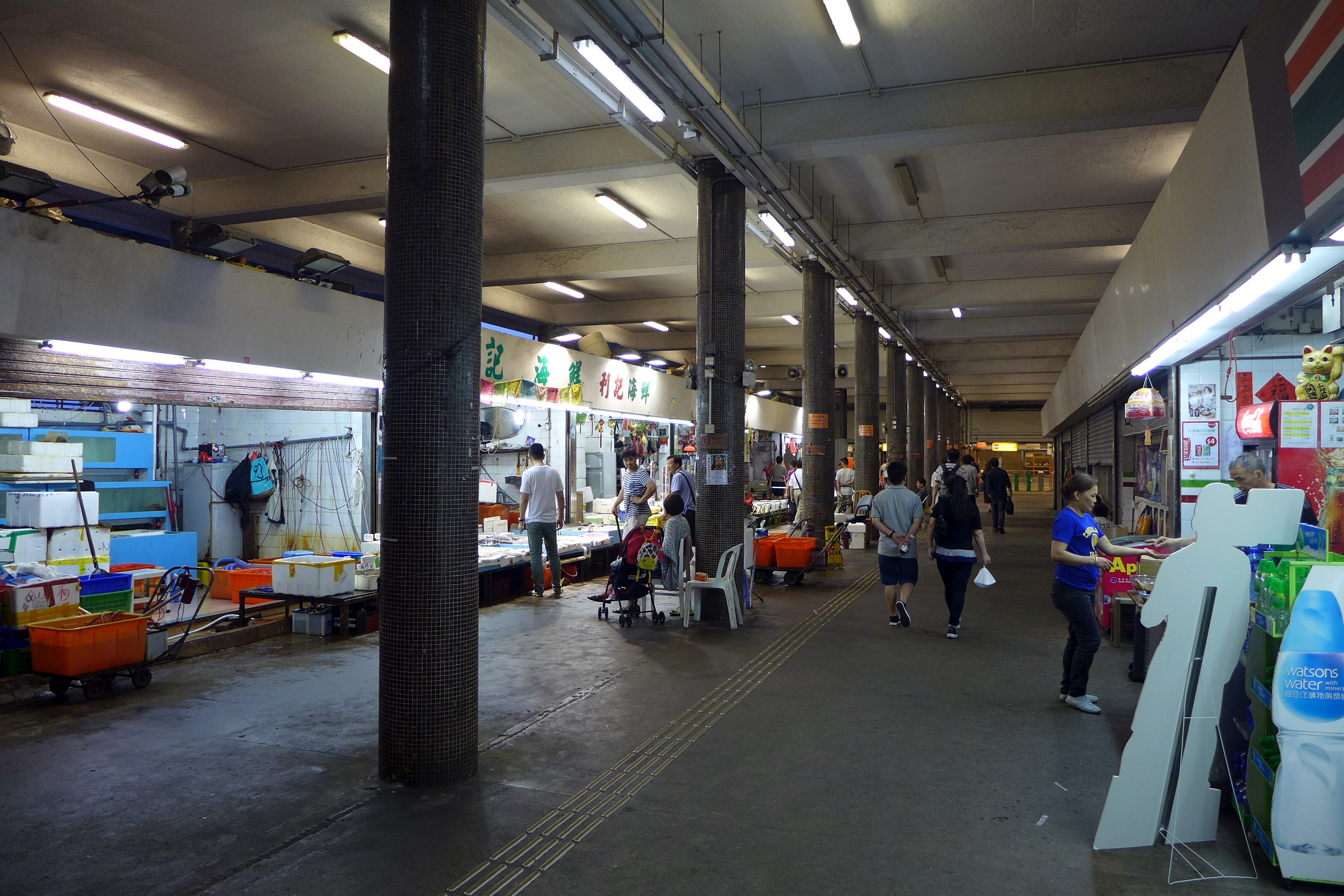
北角（西）渡輪碼頭內設多間海鮮檔

北角碼頭，全稱為北角渡輪碼頭（英語：North Point Ferry Pier），是位於香港北角海港道海旁的渡輪碼頭，地處香港島最北端。碼頭分為東西兩翼。碼頭現時設有三條公共渡海航線，分別往返九龍的紅磡、九龍城及觀塘。

## 歷史
早於二戰時北角已有渡輪碼頭。而現在版本的渡輪碼頭是於1963年啟用，最先是東碼頭落成。落成時即有紅磡至北角、九龍城至北角兩條航線投入服務。其後亦有北角至觀塘航線。1974年，北角至觀塘汽車渡輪航線投入服務。至1979年西碼頭亦落成。

## 設施及航線
北角渡輪碼頭的東翼為香港小輪（集團）有限公司所擁有，由旗下成員洋紫荊-維港遊管理，其東側的泊位被富裕小輪用作經營北角至觀塘碼頭的渡輪航線。北角渡輪碼頭的西翼由新渡輪管理，並用作經營來往紅磡碼頭及九龍城碼頭的航線。
碼頭入口設多間海鮮檔，部份檔主引入「放生服務」，每逢齋戒日或宗教節慶，會有不少善信來臨挑魚，花費數百至數萬元不等，將百斤計的海產倒入大海放生祈福。有保育團體認為大部分在碼頭放生的海鮮會造成生態破壞。

## 事故
2016年9月26日，北角汽車渡輪碼頭穩定渡輪停泊的「穩泊橋躉」疑日久失修傾側及下塌，土木工程拓展署證實北角汽車渡輪碼頭的船隻靠泊設施有損毀，署方於9月17日起維修，用工字形樁柱組成鋼鐵框架加固保護部分受損結構，料計10月底前完工。 汽車渡輪碼頭緊急維修但仍需繼續運作，只可減班次協調。運輸署宣布由9月17日至10月底，每日臨時封閉碼頭八小時，令來往北角至觀塘運載危險品汽車渡輪服務取消三成四航班。為配合工程，多家油公司將調整運油車和運氣車行車安排，確保港島燃油和燃氣供應不受影響。

## 定期航班
- 新渡輪
  - 紅磡
  - 九龍城
- 富裕小輪
  - 觀塘（部分時間前往啟德）
- 香港小輪
  - 洋紫荊-維港遊
    - 於每日11:30-15:00設有貓船長海上餐室，但是不會出海行駛；只是停泊在碼頭。
    - 於每晚17:30-19:30，19:30-21:30設有觀光遊覽餐飲服務同時設有現場娛樂表演。

## 交通設施
碼頭旁邊設有北角碼頭公共運輸交匯處及的士站，屬大型公共交通交匯處。

## 鄰近
- 北角汽车渡海轮码头游乐场，位于北角渣华道和健康西街，行政属于东区，设施有排球场。
- 海璇
- 北角海濱花園
- 北角碼頭公共運輸交匯處
- 北角匯
- 渣華道市政大廈
- 東區走廊
- 僑冠大廈
- 新都城大廈
- 港鐵北角站

## 外部連結
- 接駁交通（页面存档备份，存于）